# Congrégation Shearith Israël
Pour la synagogue à Montréal, voir Shearith Israël.
La Congrégation Shearith Israël (en hébreu : קהילת שארית ישראל (Kehilat She'arit Yisra'el)), souvent appelée Synagogue espagnole et portugaise, est une synagogue juive orthodoxe située au 2 West 70th Street, à Central Park West, dans l'Upper West Side de Manhattan à New York.

## Histoire
Fondée en 1654 à La Nouvelle-Amsterdam par des Juifs arrivés du Brésil néerlandais, c'est la plus ancienne congrégation juive des États-Unis. Jusqu'en 1825, lorsque les immigrants juifs d'Allemagne fondèrent une congrégation, celle-ci était la seule congrégation juive de la ville de New York.
La congrégation orthodoxe suit le rite séfarade et occupe son bâtiment néoclassique actuel depuis 1897.
Le bâtiment actuel a été entièrement rénové en 1921.

## Voir également
- Premier cimetière de Shearith Israël
- Histoire juive en Amérique coloniale
- Synagogue Touro